# Досжанов, Заманбек
Заманбек Досжанов (1934, село Новотроицкое, Чуйский район, Алма-Атинская область, Казахская ССР — неизвестно, село Толе Би, Шуский район, Жамбылская область) — тракторист совхоза имени Абая Чуйского района Джамбулской области, Казахская ССР. Герой Социалистического Труда (1967).

## Биография
Родился в 1934 году в крестьянской семье в селе Троицкое (сегодня — Толе Би Шуского района). С 1949 года трудился прицещиком в колхозе имени Сталина (позднее — совхоз «Новотроицкий», овцеводческий колхоз имени Абая) Чуйского района. С осени 1957 года — тракторист в этом же колхозе.
Ежегодно показывал высокие трудовые результаты. В 1964—1966 годах вспахал на тракторе «МТЗ-5» 3449 гектаров пахотной земли вместо 1350 гектаров запланированных. Указом Президиума Верховного Совета СССР от 19 апреля 1967 года удостоен звания Героя Социалистического Труда за «достигнутые успехи в увеличении производства и заготовок зерна в 1966 году» с вручением ордена Ленина и золотой медали «Серп и Молот» (№ 14917).
С 1966 года — бригадир тракторной бригады отделения № 3.
После выхода на пенсию продолжал в родном селе Новотроицкое (с 1992 года — Толе Би) Чуйского района. Дата смерти не установлена. 
Память
Его именем названа улица в его родном селе.